# Gazania rigens
La gazania strisciante (nome scientifico Gazania rigens (L.) Gaertn., 1791) è una pianta angiosperma dicotiledone della famiglia delle Asteraceae.

## Descrizione

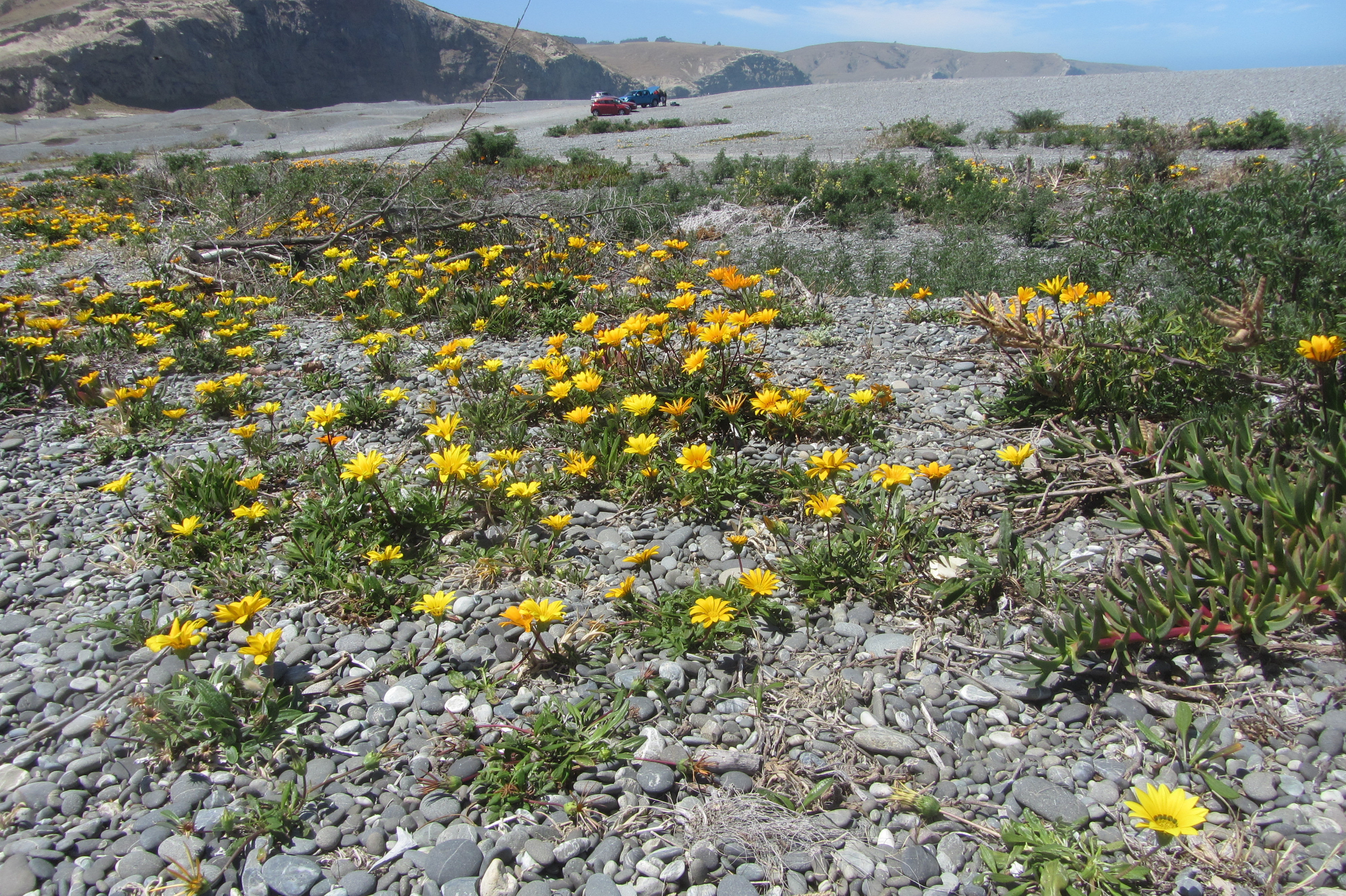
Il portamento

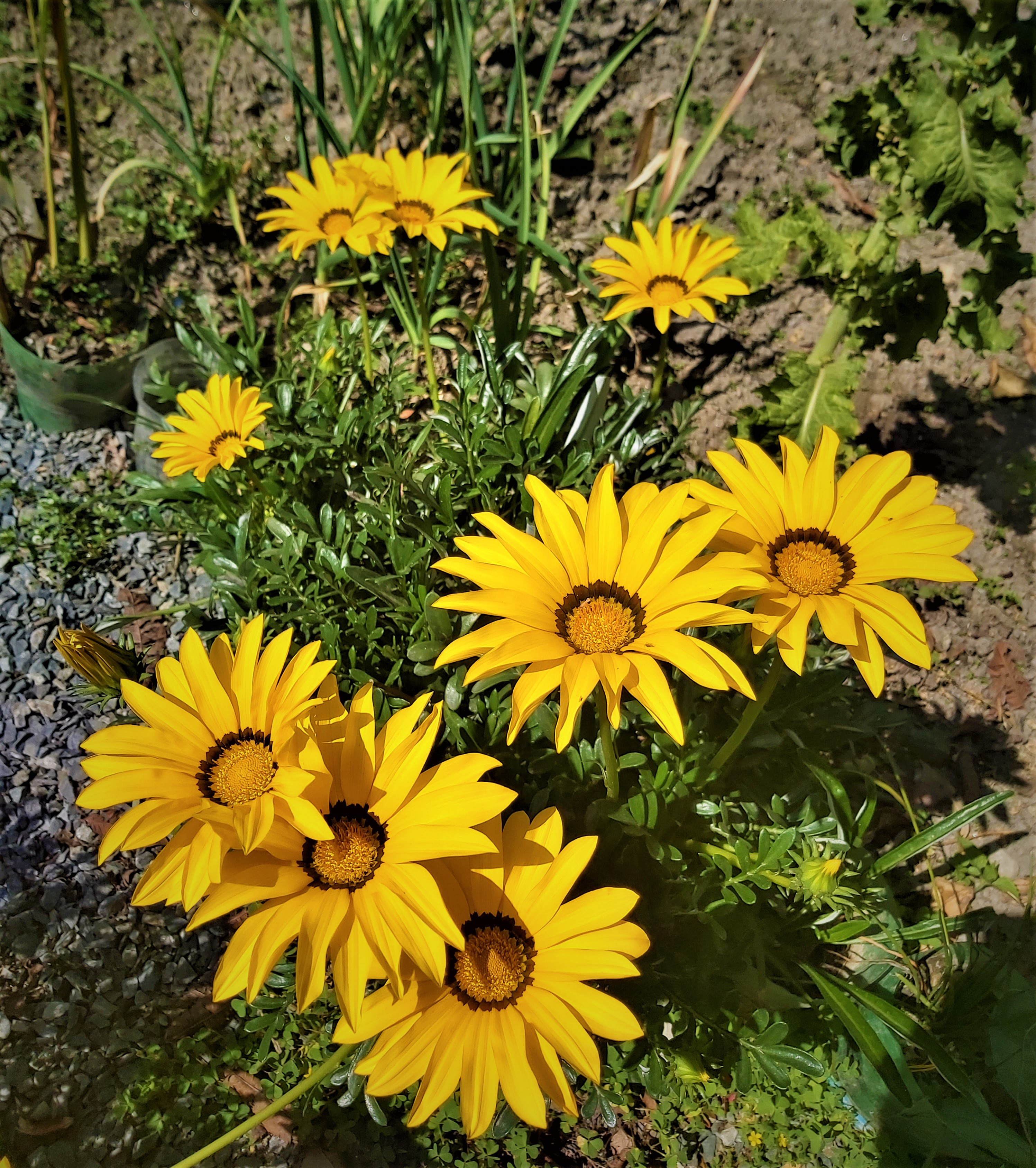
Infiorescenza

Le specie di questo genere hanno un portamento erbaceo (subarbustivo) perenne con organi interni contenenti quasi sempre latice. La forma biologica è emicriptofita scaposa (H scap), ossia in generale sono piante erbacee, a ciclo biologico perenne, con gemme svernanti al livello del suolo e protette dalla lettiera o dalla neve e sono dotate di un asse fiorale eretto e spesso privo di foglie. L'altezza massima è 2 - 4 dm.
Il fusto è breve e prostrato con base legnosa. Ogni pianta può produrre diversi fusti spesso più o meno stoloniferi. I fusti sono ramificati e uniformemente frondosi. La superficie può essere glabra o aracneosa. La parte ipogea consiste in un fittone legnoso.
Le foglie formano una rosetta basale con brevi ramificazioni. La lamina ha delle forme oblanceolate-spatolate con un contorno che varia da intero a pennatifido con il segmento apicale (centrale) più grande di quelli laterali che normalmente sono 1 - 2 per lato; la parte basale delle foglie è affusolato-attenuata sotto forma di picciolo. Le superfici sono glabre e verde scuro di sopra e bianco-lanose di sotto; la consistenza è coriacea. Dimensione delle foglie: larghezza 1 – 4 cm; lunghezza 4 – 10 cm.
Le infiorescenze sono composte da un unico capolino su un peduncolo eretto (la posizione può essere terminale o ascellare).  I capolini di tipo radiato (raramente di tipo discoide), sono formati da un involucro composto da brattee (o squame) disposte su più serie all'interno delle quali un ricettacolo fa da base ai fiori tubulosi (quelli centrali o del disco) e ligulati (quelli periferici e radianti). L'involucro ha una forma da conica a campanulata. Le brattee, con forme lineari, sono connate alla base. Il ricettacolo è alveolato; in alcuni casi incomincia a lignificarsi all'antesi. Diamtero del capolino all'antesi: 5 - 8; le dimensioni maggiori si hanno nelle varietà ornamentali). Lunghezza del peduncolo: 8 – 25 mm. Diametro dell'involucro: 15 mm.
I fiori sono tetra-ciclici (ossia sono presenti 4 verticilli: calice – corolla – androceo – gineceo) e pentameri (ogni verticillo ha in genere 5 elementi). I fiori sono inoltre ermafroditi (quelli del disco tubulosi) e sterili (quelli periferici raggianti).
- Formula fiorale:

*/x K {\displaystyle \infty }, [C (5), A (5)], G 2 (infero), achenio
- Calice: i sepali del calice sono ridotti ad una coroncina di squame.

- Corolla: le corolle dei fiori del raggio hanno delle ligule raggianti che terminano con 4 denti o lobi e sono lunghe 14 - 25 mm; i lobi in genere sono sclerificati sui margini o lungo le venature; il colore è giallo o arancio con un'area nera alla base al centro della quale si trova una macchia bianca. Anche i lobi dei fiori del disco centrale sono ispessiti e con i medesimi colori; in questo caso i fiori tubulari sono lunghi 5 - 6 mm.

- Androceo: gli stami sono 5 con filamenti liberi e distinti, mentre le antere sono saldate in un manicotto (o tubo) circondante lo stilo. L'appendice apicale delle antere varia da corta a lunga, normalmente è acuta e frangiata;  le teche sono speronate con o senza coda. L'endotecio normalmente è privo di pareti laterali ispessite, possono essere presenti alcune cellule polarizzate. Il polline può avere varie forme ma generalmente è sferico.

- Gineceo: lo stilo è filiforme, mentre gli stigmi dello stilo sono due divergenti. L'ovario è infero uniloculare formato da 2 carpelli. Gli stili sono claviformi e alla base della biforcazione stigmatica è presente un anello peloso; nella parte superiore possono essere leggermente ispessiti.

- Fioritura: da agosto a ottobre.

Il frutto è un achenio con pappo. Gli acheni sono costoluti e dorsoventralmente asimmetrici; il pericarpo si presenta con una subepidermide sclerificata su 1 - 2 strati di cellule rotondeggianti; la superficie è villosa. Gli acheni interni sono diritti o lievemente ricurvi. Il pappo è costituito da 5 - 6 squame lesiniformi. Lunghezza degli acheni: 4 mm. Lunghezza delle squame: 4 – 6 mm.

## Biologia
- Impollinazione: l'impollinazione avviene tramite insetti (impollinazione entomogama tramite farfalle diurne e notturne).
- Riproduzione: la fecondazione avviene fondamentalmente tramite l'impollinazione dei fiori (vedi sopra).
- Dispersione: i semi (gli acheni) cadendo a terra sono successivamente dispersi soprattutto da insetti tipo formiche (disseminazione mirmecoria). In questo tipo di piante avviene anche un altro tipo di dispersione: zoocoria. Infatti le brattee dell'involucro possono agganciarsi ai peli degli animali di passaggio disperdendo così anche su lunghe distanze i semi della pianta.

## Distribuzione e habitat
- Geoelemento: il tipo corologico (area di origine) è Sud Africano.
- Distribuzione: in Italia questa specie si trova al Sud, ma è considerata aliena naturalizzata. La distribuzione naturale di questa specie è relativa al Sudafrica e costa africana sudorientale.
- Habitat:  l'habitat preferito per queste piante sono gli incolti aridi (spesso in ambienti costieri).
- Distribuzione altitudinale: sui rilievi, in Italia, queste piante si possono trovare fino a 300 m s.l.m..

## Tassonomia
La famiglia di appartenenza di questa voce (Asteraceae o Compositae, nomen conservandum) probabilmente originaria del Sud America, è la più numerosa del mondo vegetale, comprende oltre 23.000 specie distribuite su 1.535 generi, oppure 22.750 specie e 1.530 generi secondo altre fonti (una delle checklist più aggiornata elenca fino a 1.679 generi). La famiglia attualmente (2021) è divisa in 16 sottofamiglie.

### Filogenesi
Le piante di questa voce appartengono alla sottotribù Gorteriinae (tribù Arctotideae) della sottofamiglia Vernonioideae. Questa assegnazione è stata fatta solo ultimamente in base ad analisi di tipo filogenetico sul DNA delle piante. Precedenti classificazioni descrivevano queste piante nella sottofamiglia Cichorioideae.
Da un punto di vista filogenetico (secondo la classificazione APG) la sottotribù è suddivisa in due cladi: un primo clade con a capo il genere Berkheya; un secondo clade con i generi Gazania, Hirpicium e Gorteria, caratterizzato dai peli delle foglie disposti in striature longitudinali e le appendici apicali delle antere frangiate.
Sandro Pignatti nella "Flora d'Italia", per scopi puramente pratici inerenti alla flora spontanea italiana, descrive il genere Gazania all'interno della tribù "Calenduleae" (subfamiglia "Tubuliflorae"). La sottofamiglia  "Tubuliflorae" (sinonimo di Asteroideae nella classificazione APG) si distingue per le piante generalmente prive di lattice (ad esclusione del genere di questa voce), per i capolini di tipo discoide o radiato e i granuli pollinici ricoperti di spinule distribuite uniformemente. La tribù "Calenduleae" (ottava tribù della subfamiglia "Tubuliflorae") si distingue per la presenza di piante erbacee o suffruticose prive di spine, per i capolini eterogami, per i fiori periferici (a forma ligulata) generalmente femminili e i fiori centrali (a forma tubulosa) ermafroditi e spesso maschili per aborto della parte femminile e le antere con forme sagittate alla base.  Il genere di questa specie è simile al genere Calendula, si differenzia per gli acheni interni più diritti (o poco curvi) e con superficie non rugosa e non tubercolata; è inoltre simile al genere Arctotheca, si differenzia per le ligule colorate di giallo e arancio e nere alla base e una macchia bianca al centro.
Il numero cromosomico delle specie di questo gruppo è: 2n = 20.

### Sinonimi
Sono elencati alcuni sinonimi per questa entità:
- Gazania heterophylla Willd. ex Steud.
- Gorteria heterophylla  Willd.
- Gorteria personata  Hill
- Gorteria rigens  (L.) L.
- Gorteria rigida  Banks ex DC.
- Gorteria spectabilis  Salisb.
- Melanchrysum rigens  (L.) Cass.
- Meridiana ringens  Kuntze
- Meridiana tesselata  Hill

## Galleria d'immagini

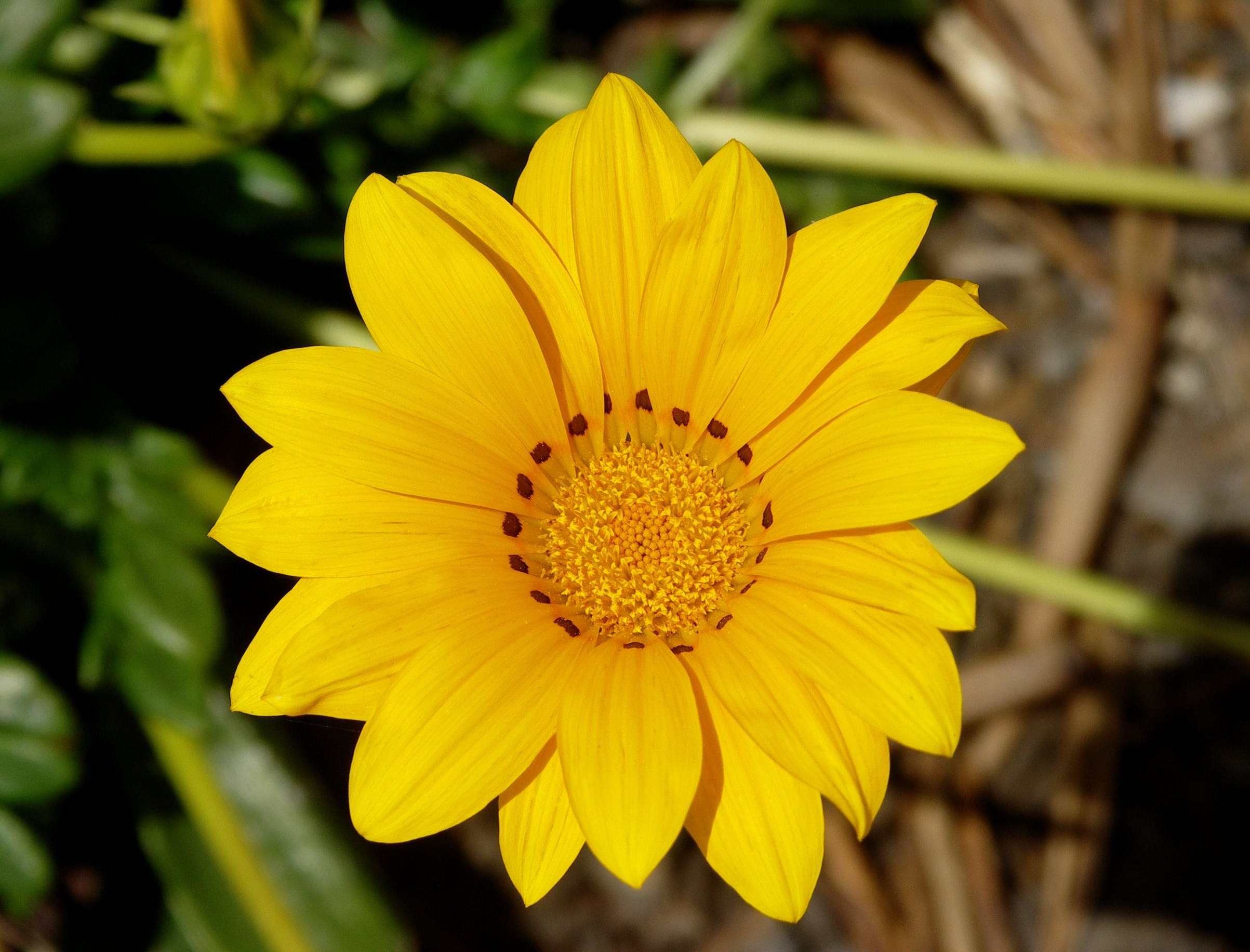
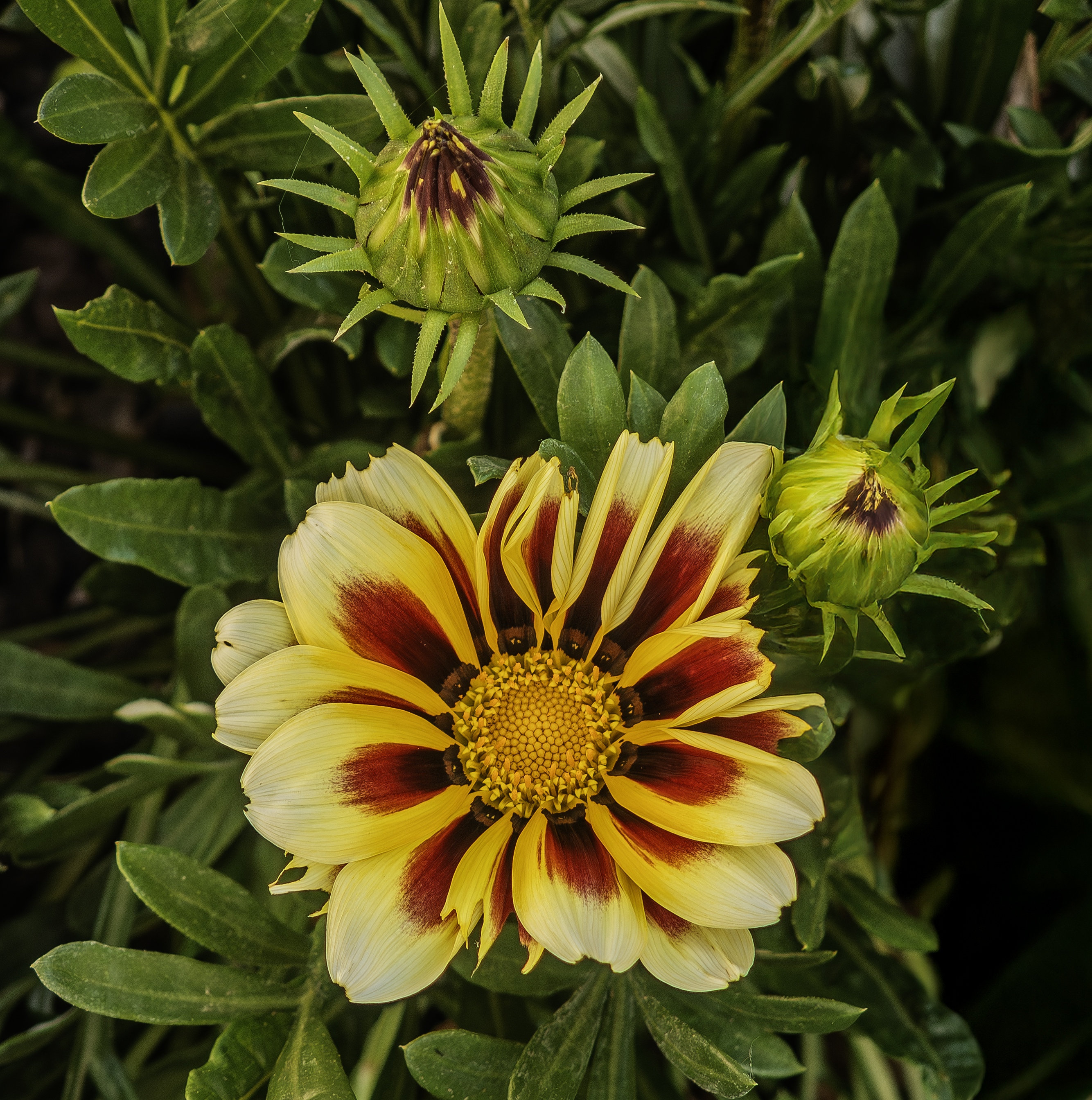
G. rigens (L.) Gaertn. var. rigens - Fiori e bottoni